# Vallè Italia
Vallè Italia è un'azienda alimentare italiana appartenente al gruppo St.Hubert SAS, proprietaria del marchio Vallè.

## Storia
La marca Vallè venne lanciata nel 1975 a Milano nell'ambito del gruppo Kraft Foods Italia. Il marchio fu poi ceduto dalla Kraft nel 1996, nell'ambito di un'operazione che coinvolse anche la cessione del tonno Mareblù.
Esordì sul mercato con una margarina che presentava un tipo di imballaggio per l'epoca inconsueto (una vaschetta di plastica invece di un involucro di carta o di alluminio).
La produzione si è poi estesa nel 2001 alle basi per torte. I prodotti sono senza grassi idrogenati secondo il Codice di Autodisciplina.